# Años 1260
Los años 1260 o década del 1260 empezó el 1 de enero de 1260 y terminó el 31 de diciembre de 1269.

## Acontecimientos
- 1261 - Es destronado el último emperador del Imperio Latino de Constantinopla y restaurado el Imperio bizantino por Miguel VIII Paleólogo.
- (1260-1263) - Levantamientos comunales en Orense.
- (1266-1273) - Levantamientos comunales en Santiago de Compostela.
- Urbano IV sucede a Alejandro IV como papa en el año 1261.
- Clemente IV sucede a Urbano IV como papa en el año 1265.
- Batalla de Salé